# Le Visage de la mort
Ne doit pas être confondu avec Faces of Death.
Le Visage de la mort (The Facts of Death) est le trente-sixième roman  mettant en scène James Bond ainsi que le troisième écrit par Raymond Benson (novélisations comprises). Il fut publié en anglais pour la première fois en 1998 et en France en 2000.
Charles Hutchinson, grand diplomate anglais et amant de M, est la victime d'un mystérieux « Tueur aux nombres » qui avait déjà sévi à trois reprises en Grèce et sur les bases militaires britanniques de Chypre. James Bond est alors envoyé au Texas pour retrouver le fils de ce dernier. Mais il est loin de se douter, ainsi que son éternel ami Felix Leiter, que cette piste les mènera à des trafiquants d'armes qui fournissent la Décade, société secrète planifiant ses actions terroristes selon le modèle de l'antique tetraktys de Pythagore, en armes chimiques et biologiques. Constantin Romanos, le chef de cette organisation, et les neuf autres membres comptent ainsi arriver à leurs fins, en dix attaques. De retour en Grèce, 007, épaulé par Niki Mirakos, des services secrets grecs, va tenter de retrouver la piste où il l'avait laissée en Amérique. D'un laboratoire pharmaceutique athénien jusqu'à Lefkosia, capitale de la RTCN, des ruines de la Grèce antique au QG des disciples modernes de Pythagore, James Bond et ses alliés parviendront-ils à stopper le plan mathématiquement diabolique de La Décade et ses membres les plus redoutables ?

## Résumé
Le roman s'ouvre avec plusieurs morts dues à une mystérieuse épidémie. Nous retrouvons ensuite Bond dans une base militaire de Chypre où il enquête sur une série de trois attentats liés entre eux. Durant son séjour, Bond et un agent secret grec, Niki Mirakos, faillirent être assassinés. 
007 revient alors en Grande-Bretagne où il se rend à une soirée chez son ancien patron, Sir Miles Messervy. Au cours de celle-ci, M (Barbara Mawdsley) lui présente son petit ami, Alfred Hutchinson, « ambassadeur de Bonne Volonté de la Grande-Bretagne ». 
Peu après qu'ils eurent quitté la soirée, le petit ami de M est assassiné. Ce meurtre semble lié à ceux de Chypre car, comme pour les autres, un numéro et une statue de divinité ont été retrouvés près du corps.
Le fils de Hutchinson, Charles, est injoignable et Bond se rend à Austin (Texas) pour prendre contact avec lui. Sur place, Felix Leiter l'informe que Charles travaille pour une sorte de clinique, une banque du sperme nommée ReproCare (appartenant à une société pharmaceutique d'Athènes, BioLinks Limited). ReproCare aurait des liens avec une organisation terroriste, Les Fournisseurs.
007 se rend chez Hutchinson et trouve le domicile saccagé ; alors qu'il consulte l'ordinateur, il entend des personnes s'approcher : le Dr Ashley Anderson (la dirigeante de ReproCare) accompagnée d'un homme. Bond décide de filer l'homme et le suit jusqu’à une maison où il aperçoit Charles par l'une des fenêtres. Bond se fait cependant repérer par un chien et part.
Bond se rend alors chez ReproCare où il aperçoit Charles et, ayant subtilisé une carte d'accès à Ashley Anderson, il décide de revenir sur les lieux après la fermeture. Sur place, 007 découvre que ReproCare a de quoi fabriquer des armes chimiques et biologiques dans ses locaux. Il est surpris par Anderson ; celle-ci lui explique qu'elle travaillait, ainsi que Charles, avec Les Fournisseurs mais qu'elle œuvre désormais pour une « autorité supérieure ». Bond parvient à la neutraliser et, grâce aux renseignements qu'il a obtenus chez ReproCare, le FBI fait une descente sur une planque des Fournisseurs (par la suite toute l'organisation sera démantelée).
En Chypre du Nord, deux autres attentats ont eu lieu avec des armes chimiques et biologiques. Dans un château de Chios, un petit groupe de personnes est en réunion. Il s'agit de La Décade dont le chef s'appelle Constantin Romanos, dit « la Monade » ; ce dernier pense être la réincarnation de Pythagore. La Monade évoque un traître dans son organisation et désigne Charles Hutchinson car celui-ci a prévenu la police lors du dernier attentat. Hutchinson est tué.
Bond se dirige vers Athènes avec pour mission de retrouver Charles et d'enquêter sur Constantin Romanos car la maison où Bond a aperçu Hutchinson à Austin est à son nom. Sur place, il retrouve Niki Mirakos qui lui explique que son service a reçu une lettre de La Décade indiquant qu'il y aurait dix assassinats et qu'elle œuvrait dans le but de réunifier Chypre. Elle lui dit aussi que Romanos a formé la Nouvelle société Pythagoricienne et acquis BioLinks Limited. Un peu plus tard, Niki et Bond sont informés de la découverte du corps de Charles.
En se rendant au siège de la Nouvelle société Pythagoricienne, Bond considère Romanos comme de plus en plus suspect. Il pense que le nombre d'attentats peut avoir rapport avec la Tétraktys de Pythagore ; une photo montre également Romanos en compagnie d'Alfred Hutchinson. Sur la route, trois Ferrari prennent en chasse Bond et Niki. À l'aide des gadgets de la Jaguar XK8 modifiée par la major Boothroyd, Bond parvient à éliminer ses poursuivants.
Bond se rend à un casino situé au sommet du mont Parnès pour y affronter Romanos à une partie de baccara. Lorsque 007 en ressort avec une femme qu'il a rencontrée sur place, Héra Volopoulo, il est agressé par des sbires de Romanos, puis est finalement drogué par Héra. Il parvient de nouveau à échapper à ses agresseurs et se rend à Monemvasia, ville que l'un des hommes de Romanos avait notée comme lieu de rendez-vous dans son agenda.
À Monemvasia, Bond est recapturé par Héra ; celle-ci l'amène à bord du yacht de Romanos. Ce dernier explique à Bond que les dieux communiquent avec lui et lui font connaître leurs ordres. Il dit aussi qu'il va déclencher une guerre entre la Grèce et la Turquie, et qu'il a fait du trafic d'or avec Alfred Hutchinson dans le passé. Romanos laisse Bond avec Héra sur le yacht, celle-ci veut le torturer à l'aide d'un couteau, mais Bond parvient à s'enfuir et à gagner la côte.
De retour avec Niki, M explique à Bond qu'elle a trouvé un message d'Alfred indiquant les cibles de deux des trois attentats : Istanbul et le président de la RTCN. Ils comprennent que Manville Duncan, le remplaçant d'Alfred Hutchinson, est lié à la Décade.
007 et Niki se rendent à Lefkosia et parviennent à stopper la tentative d'attentat contre le président de la RTCN. Ils vont ensuite à Chios pour trouver le quartier général de la Décade. Niki blessée, Bond s'y rend seul et il est capturé. Sur place, Romanos lui montre le missile Pershing à tête nucléaire qu'il compte lancer sur Istanbul ; cependant il décide de laisser à Bond une chance de l'empêcher de décoller. Pour ce faire, il soumet à 007 un problème mathématique dont la réponse indique la procédure de désamorçage. Toutefois, avant que Romanos puisse partir, il est abattu par Héra. Elle explique à Bond qu'elle a également d'autres plans pour la Décade : notamment créer une épidémie afin que BioLinks Limited vende un vaccin, et ainsi devenir riche.
Une fois tout le monde parti en hélicoptère, Bond arrive à résoudre le problème et désamorce le missile. Avec l'aide de l'armée grecque, Bond parvient à stopper l'hélicoptère de la Décade et à récupérer le vaccin. Plus tard, il informera M qu'Alfred Hutchinson n'était finalement pas lié à la Décade.

## Personnages principaux
- James Bond
- M - Comme dans tous les romans de Raymond Benson, c'est Barbara Mawdsley qui dirige le SIS ; toutefois l'ancien M, Sir Miles Messervy, apparaît brièvement dans le récit.
- Felix Leiter - James Bond retrouve son éternel allié et ami dans son Texas natal, en compagnie de sa nouvelle compagne, Manuela Montemayor, du FBI.
- Constantin Romanos - Grand mathématicien chypriote et chef de La Décade, il prétend que les dieux grecs lui ont confié l'âme de Pythagore pour accomplir leurs desseins. Il s'est surnommé « la Monade ».
- Niki Mirakos
- Héra Volopoulo
- Alfred Hutchinson
- Charles Hutchinson
- Ashley Anderson

## Historique de publication
- Au Royaume-Uni : La première édition avec couverture cartonnée de Le Visage de la mort paraît au Royaume-Uni en mai 1998 aux éditions Hodder & Stoughton, puis, en novembre de la même année, Coronet Books publie l'édition couverture souple du roman[2].
- Aux États-Unis : le roman paraît en juin 2001 aux éditions Putnam avec couverture cartonnée. L'édition avec couverture souple sera publiée par Jove Books en août 1999[2].
- En France : Le Visage de la mort, traduit par Pascal Loubet, est publié aux éditions Gérard de Villiers en 2000.
- En Italie[3] : est traduit en italien par Andrea Carlo Cappi. Il est publié aux éditions Alacrán Edizioni sous le titre Obiettivo Decada en 2006[4].

### Choice of Weapons
Sur le modèle de la compilation The Union Trilogy, Pegasus Books a publié en août 2010 un recueil intitulé Choice of Weapons (non traduit en français). Celui-ci est composé des trois autres romans écrits par Raymond Benson, à savoir Jour J moins dix, le Visage de la Mort et The Man with the Red Tattoo, ainsi que les deux nouvelles : Drame d'une nuit d'été et Live at Five.